# Veternik
Veternik (szerb nyelven Ветерник) város Szerbiában, a Vajdaságban, a Dél-bácskai körzetben, Újvidék községben.

## Története
Újvidék és Futak határában a megszálló délszláv állam 1918-ban kolóniát alapított az első világháborús veteránok és sebesültek számára. A katonák zömmel a macedóniai Veternik-hegységnél harcoltak, amiért a telepesfalut Veterniknek nevezték el.
1941-ben, miután Bácska újra Magyarország része lett, moldvai csángók költöztek a településre, amely hivatalosan is felvette a Hadikliget nevet. Ezzel futaki gróf Hadik Andrásnak, a bukovinai magyarok pártfogójának kívántak emléket állítani. Megjegyzendő, hogy a Hadik család hajdanán Futakon rendelkezett birtokkal, amelyről előnevét is vette. A második világháború után a megszálló szerb államigazgatás elől magyar lakói áttelepedtek Magyarországra. Helyükre szerbeket telepítettek.
Az 1991-es népszámláláshoz képest lakossága 2002-re szinte megduplázódott, ami Újvidék közelségével magyarázható (egybenőtt a várossal).

## Népesség

### Demográfiai változások
| 1948 | 1953 | 1961 | 1971 | 1981 | 1991   | 2002   |
| ---- | ---- | ---- | ---- | ---- | ------ | ------ |
| 789  | 846  | 1908 | 5730 | 9556 | 10 271 | 18 626 |

## Külső hivatkozások
- Veternik története Archiválva 2009. június 29-i dátummal a Wayback Machine-ben